# ジャック・デブレチェニ
ジャック・デブレチェニ（Jack Debreczeni、1993年6月6日 - ）は、スーパーラグビー・パシフィックブランビーズに所属するラグビー選手。

## プロフィール
- ニュージーランド・オークランド出身[1]。
- ポジションはスタンドオフ(SO)、フルバック(FB)。
- 身長 192cm、体重 99kg
- バーバリアンズに選ばれたことがある[2]。

## 略歴
ウェスト・ハーバー、メルボルン・ライジング、レベルズを経て、2017年、Honda HEAT(現・三重ホンダヒート)に加入。同年9月9日に行われたジャパンラグビートップチャレンジリーグマツダブルーズーマーズ戦に先発出場で日本での公式戦初出場を果たした。
2018年、Honda HEATを退団後、ノースランド、チーフスを経て、2019年、日野レッドドルフィンズに加入。
2022年、ウェスト・ハーバーに復帰。同年、ブランビーズに加入。